# Jüdischer Friedhof Ittlingen

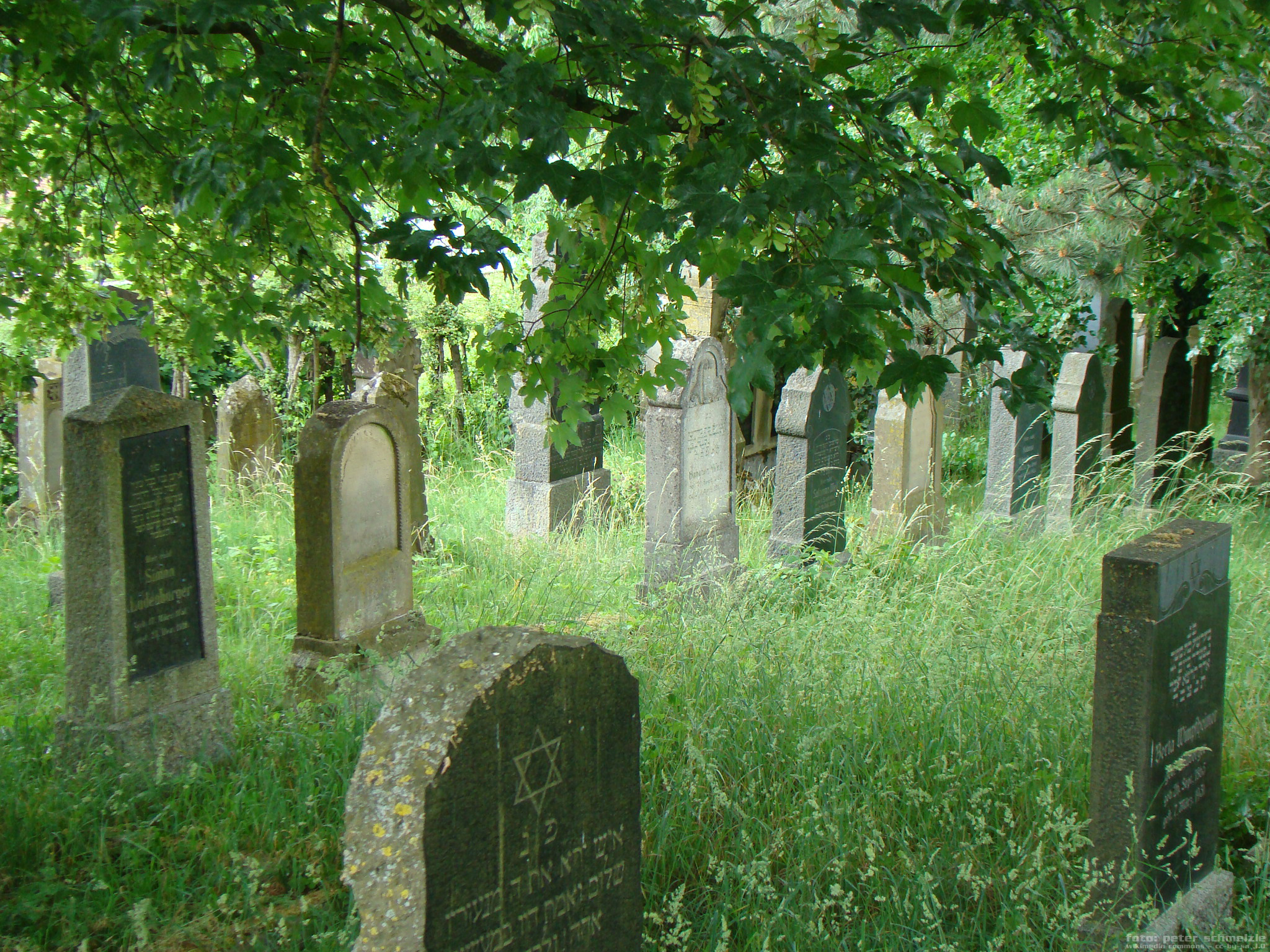
Jüdischer Friedhof in Ittlingen

Der Jüdische Friedhof Ittlingen ist ein gut erhaltener jüdischer Friedhof im baden-württembergischen Ittlingen im Landkreis Heilbronn.
Seit 1887 hatte die Jüdische Gemeinde Ittlingen einen eigenen Friedhof in der Flur Richener Bühl, im heutigen Wohngebiet Bergstraße. Auf dem 637 m² großen Friedhof befinden sich 58 Grabsteine, die dokumentiert sind. Die letzte Bestattung fand 1938 statt.

## Geschichte
Bis zur Einrichtung des jüdischen Friedhofs in Eppingen 1818/19 wurden die Juden aus Ittlingen auf dem Jüdischen Friedhof Waibstadt und dem Jüdischen Friedhof Heinsheim bestattet. In Eppingen sind insgesamt 73 Bestattungen aus Ittlingen in der Zeit von 1826 bis 1887 dokumentiert.